# Jean-Hubert Martin
Jean-Hubert Martin, född 3 juni 1944 i Strasbourg i Frankrike, är en fransk konsthistoriker och kurator.
Jean-Hubert Martin är son till Paul Martin, som var kurator på Musée historique de la ville de Strasbourg, och Paulette Rieffel. Han utbildade sig i konsthistoria vid Sorbonne i Paris, med kandidatexamen 1968, och blev därefter kurator i det franska nationalmuseisystemet 1969. 
Efter att ha arbetat en kort tid på Louvren började han på dåvarande Musée national d'Art moderne i Palais de Tokyo i Paris. Där organiserade han utställningar av Man Ray, Alberto Burri och Richard Lindner. Han rekryterades därefter som kurator för samtida konst på Centre Georges-Pompidou av Pontus Hultén.  
År 1982 blev han chef för Kunsthalle Bern i Bern i Schweiz, där han var  fram till 1985. Han var chef för Musée national d’art moderne - Centre Pompidou i Paris 1987–1990, konstnärlig ledare för Château d’Oiron i Oiron 1991–1994, chef för dåvarande Musée national des Arts d'Afrique et d'Océanie 1994–1999 samt chef för Museum Kunstpalast i Düsseldorf 1999–2006.
År 1989 kuraterade han utställningen Magiciens de la Terre, som visades i Centre Pompidou samt i Grande Halle de la Vilette i Paris.